# Linwood Boomer
Linwood Boomer, född 9 oktober 1955 i Vancouver i British Columbia, är en kanadensisk-amerikansk producent, manusförfattare och tidigare skådespelare. Boomer gjorde rollen som Adam Kendall i TV-serien Lilla huset på prärien och skapade sitcom-serien Malcolm - ett geni i familjen.

## Filmografi i urval
- 1978–1981 – Lilla huset på prärien (TV-serie)
- 1979 – The Little House Years (TV-film)
- 1982 – Kärlek ombord (TV-serie)
- 1983 – Fantasy Island (TV-serie)
- 1992 – Red Dwarf (TV-film, amerikansk pilot av den brittiska serien)
- 2006 – Malcolm - ett geni i familjen (TV-serie)